# خرمالو خاکستری
خرمالو خاکستری (نام علمی: Diospyros pentamera) نام یک گونه از سرده خرمالو است.